# Central Vermont Railway

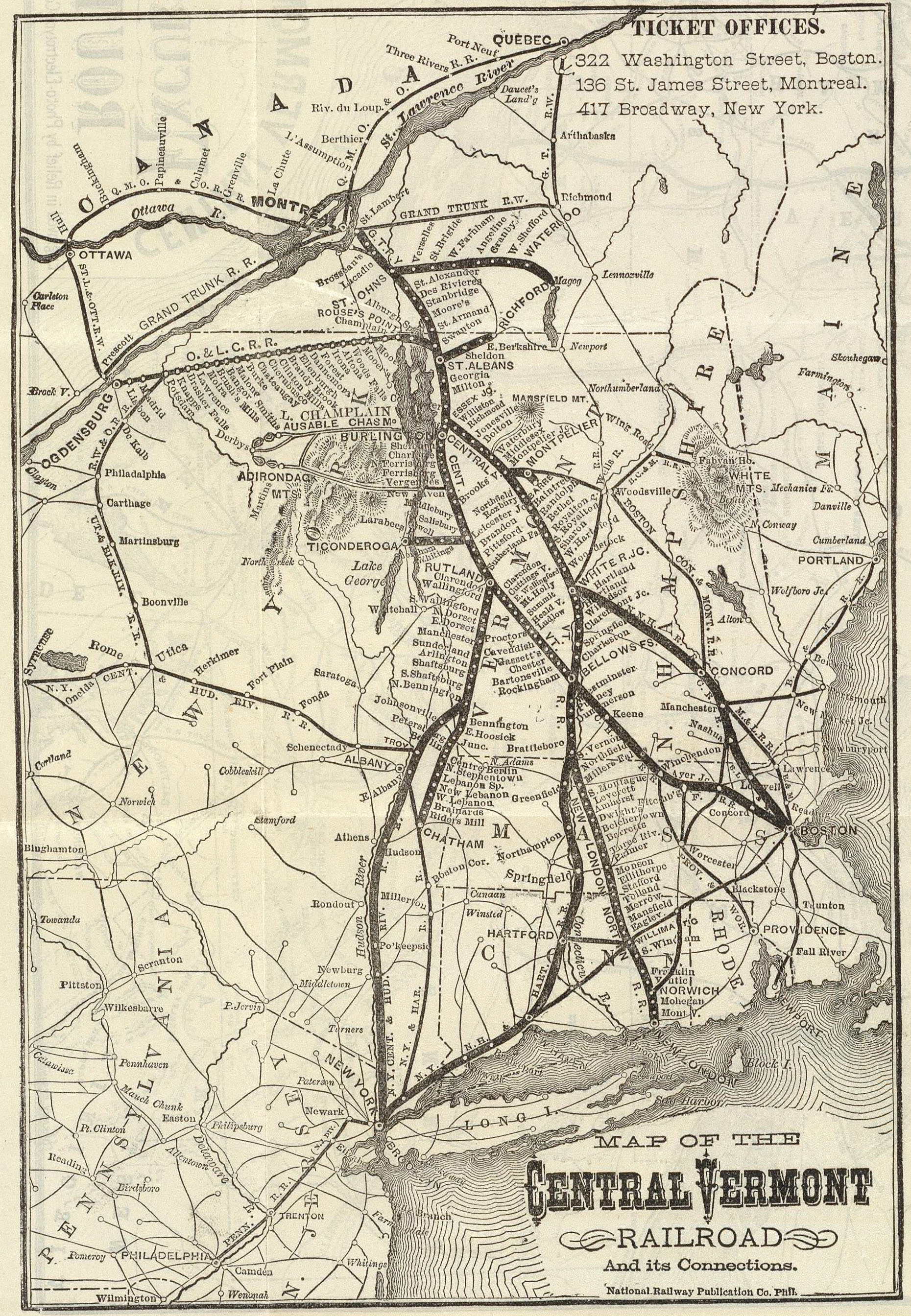
Streckenplan von 1879

Die Central Vermont Railway (CV) ist eine ehemalige Eisenbahngesellschaft in Vermont, Massachusetts, New York und Connecticut (Vereinigte Staaten), sowie in der Provinz Québec (Kanada). Sie bestand als eigenständige Gesellschaft von 1843 bis 1995.

## Geschichte

### Vorgeschichte
Die Gesellschaft wurde am 31. Oktober 1843 zunächst als Vermont Central Railroad (VCR) gegründet. Sie beabsichtigte, eine Eisenbahnstrecke quer durch den Bundesstaat Vermont zu bauen, und dabei auch die Hauptstadt Montpelier anzubinden. Da die in der Mitte des Bundesstaats liegenden Green Mountains eine natürliche Barriere darstellten, musste man einen Weg wählen, der um diese Berge herumführte. Man entschied sich für eine Streckenführung im Tal des White River und des Winooski River. An der Stelle, wo der White River in den Connecticut River mündete, der die Grenze nach New Hampshire bildet, sollte der südöstliche Endpunkt liegen. In Burlington, wo der Winooski River in den Lake Champlain fließt, sollte die neue Strecke ihren nordwestlichen Endpunkt finden.

### Bau des Netzes
Der Bau begann noch 1843 von White River Junction aus. Inzwischen waren auch andere Bahnen im Bau, die ebenfalls dort enden sollten. Die Northern Railroad wurde 1847 eröffnet und verband den Knotenpunkt mit Concord. Auch von Süden her, im Tal des Connecticut River, drangen die Bahnbauer immer weiter vor. Zeitgleich mit dem Bahnbau nach Nordwesten fand daher auch der Bau in südliche Richtung statt. Am Westufer des Connecticut River entlang baute man der Sullivan County Railroad entgegen, die die Staatsgrenze zwischen Vermont und New Hampshire bei Windsor am 5. Februar 1849 erreichte. Acht Tage später ging auch der Lückenschluss zwischen Windsor und White River Junction in Betrieb. Der Abschnitt von der Staatsgrenze bis White River Junction gehörte der Vermont Central. Noch im gleichen Jahr setzte man auch den Bahnbau in Richtung Burlington fort und am 31. Dezember 1849 ging schließlich die verbleibende Strecke bis zum Endbahnhof Burlington in Betrieb. Die gesamte Bahnstrecke Windsor–Burlington, einschließlich des Abzweigs nach Montpelier, hatte eine Länge von 192 Kilometern. Montpelier konnte nicht durch die durchgehende Strecke angebunden werden, da die Stadt in einem Seitental des Winooski River lag. Man errichtete ein Gleisdreieck und die durchlaufenden Züge, die in Montpelier hielten, mussten dort die Fahrtrichtung wechseln.

### Weitere Entwicklung
Noch vor der Fertigstellung der Hauptstrecke nach Burlington pachtete die VCR am 24. August 1849 die Vermont and Canada Railroad für 50 Jahre. Sie war am 31. Oktober 1845 gegründet worden und plante eine Strecke, die in Essex Junction von der VCR-Hauptstrecke abzweigen sollte und nordwärts bis Rouses Point im Bundesstaat New York führen sollte. Sie wurde 1851 eröffnet. Hinzu kam eine Zweigstrecke an die kanadische Grenze, an die sich nördlich die Montreal and Vermont Junction Railroad anschloss. Diese Strecke führte in Kanada bis St. Johns (heute St.-Jean-sur-Richelieu) und wurde Anfang der 1860er Jahre in Betrieb genommen. Von Anfang an hatte die VCR die Strecke gepachtet und führte den Betrieb. Auf der Strecke der Grand Trunk Railway zwischen St. Johns und Saint Lambert bestand ein Mitbenutzungsrecht. Die Stanstead, Shefford and Chambly Railroad mit ihrer Zweigstrecke von St. Johns nach Waterloo wurde 1861 gepachtet. Diese Bahn verlängerte die VCR in den 1880er Jahren bis Sherbrooke. Am 31. Oktober 1923 verpachtete die CV die Strecke an die Canadian National Railway.
In den folgenden Jahren dehnte die VCR ihr Netz vor allem nach Süden und Westen aus. Dies wurde nicht durch Neubauten erreicht, sondern durch Pachtverträge, die mit mehreren Bahngesellschaften geschlossen wurden. Einige dieser Verträge wurden jedoch nach wenigen Jahren wieder aufgelöst. So gab es von 1866 bis 1876 einen Leasingvertrag mit der Sullivan County Railroad (Strecke Windsor VT–Bellows Falls VT). Vom 1. März 1870 bis 1878 und erneut vom 1. Juni 1886 bis zum 27. September 1901 bestand ein Vertrag mit der Ogdensburg and Lake Champlain Railroad (Strecke Rouses Point NY–Ogdensburg NY, incl. Zweigstrecken). Die Rutland Railroad, die ein umfangreiches Netz im Südwesten des Bundesstaats betrieb, stand vom 1. Januar 1871 bis zum 7. Mai 1896 unter der Kontrolle der VCR, die ihrerseits am 2. November 1872 in Central Vermont Railroad umbenannt wurde. Die Ogdensburg&Lake Champlain sowie die Rutland Railroad wurden zu gleichen Teilen durch die VCR und die Vermont&Canada geleast.
Am 1. Dezember 1871 pachtete die VCR die New London Northern Railroad, deren Hauptstrecke von New London nach Brattleboro führte. Außerdem hatte diese Bahn eigene Pachtverträge über einige Zweigstrecken, darunter ab Februar 1880 über die schmalspurige West River Railroad. Mit diesem Vertrag dehnte die VCR ihren Betrieb in die Bundesstaaten Massachusetts und Connecticut aus.
Eine Zweigstrecke von St. Albans nach Richford war durch die Missisquoi Railroad, ab 24. Dezember 1886 Missisquoi Valley Railroad, gebaut worden. Die CV pachtete diese Bahn von ihrer Eröffnung am 1. Juli 1873 an und führte auch den Betrieb. In Richford bestand Übergang auf die Missisquoi and Clyde Rivers Railroad, die später unter der Kontrolle der Canadian Pacific Railway stand. Obwohl der Pachtvertrag am 15. November 1877 aufgelöst wurde, konnte am 30. Juni 1888 ein neuer Vertrag geschlossen werden. Die Missisquoi Valley ging am 15. April 1899 in den Besitz der CV über. Vom 1. Dezember 1873 bis 1877 leaste die CV die Harlem Extension Railroad, deren Strecke von Rutland südwärts bis nach Chatham führte, wo Anschluss an die Boston and Albany Railroad bestand. Sie wurde später durch die Rutland Railroad übernommen.
Die kurze Stichstrecke nach Montpelier wurde durch die Montpelier and White River Railroad nach Südosten zunächst bis Barre verlängert. Von der Gründung dieser Bahn an hatte die CV sie gepachtet. Später verlängerte die CV diese Strecke bis Williamstown. Die endgültige Fusion mit der Gesellschaft erfolgte am 9. Dezember 1891. Die Montreal, Portland and Boston Railway, deren Strecke von Saint Lambert (später von Montreal) über Marieville nach West Farnham führte, konnte ab 1877 gepachtet werden. Sie wurde später nach Frelighsburg verlängert.
Nach finanziellen Problemen erwarb am 30. Juni 1884 die Consolidated Railway of Vermont die CV, die am folgenden Tag wieder an die Central Vermont Railroad verpachtet wurde. Gleichzeitig erfolgte die Fusion mit der seit 1849 geleasten Vermont and Canada Railroad. 1885 verpachtete man die gesamte Gesellschaft schließlich an die Grand Trunk Railway, die das Eigentum der Bahn am 20. März 1896 erwarb und schließlich am 20. Januar 1923 in der Canadian National Railway aufging.

1887 entgleiste ein Zug von Boston nach Montreal auf der Brücke über den  White River westlich von Hartford in Folge eines Schienenbruchs. Vier Wagen stürzten in den zugefrorenen Fluss und verbrannten, ebenso die hölzerne Brücke. 37 Menschen starben. Dies war der folgenreichste Eisenbahnunfall in der Geschichte von Vermont. 
1888 oder 1889 konnte die CV noch die Burlington and Lamoille Valley Railroad mit ihrer Strecke Essex Junction–Cambridge Junction leasen, bevor sie in erneute Finanznot geriet. Aus Gründen der Vereinfachung der Verwaltung fusionierte die CV daher am 29. September 1898 mit der Montreal&Vermont Junction, der Missisquoi Valley Railroad, die 1886 aus der Missisquoi Railroad hervorgegangen war, mit der Montreal, Portland&Boston sowie der Burlington&Lamoille Valley Railroad. Am 18. November des gleichen Jahres wurde die Central Vermont Railway Company gegründet, die am 1. Mai 1899 die Central Vermont Railroad kaufte.
Nach Übernahme der Grand Trunk durch die Canadian National Railway kehrte zunächst Ruhe in die Geschäftsstruktur ein. Als im November 1927 ein Hochwasser weite Teile der CV-Hauptstrecke sowie einige Zweigstrecken in Südvermont zerstörte, mussten umfangreiche Finanzmittel mobilisiert werden. Der Staat Vermont beteiligte sich daran, obwohl einige Strecken nicht mehr wirtschaftlich waren. Dennoch wurden schon im Februar 1928 die meisten Strecken wiedereröffnet. Die aus diesen Baumaßnahmen sowie aus der Weltwirtschaftskrise resultierenden erneuten Finanzprobleme führten dazu, dass die Bahngesellschaft am 31. Januar 1930 von der am 30. Juli 1929 gegründeten Central Vermont Railway Inc. erworben wurde. Außerdem gingen einige Tochterunternehmen in den Besitz dieser Gesellschaft über, die bis dahin eigenständig waren. Dies waren die Central Vermont Terminal, Central Vermont Airways, Central Vermont Warehouse, Centmont Corporation sowie Brooksay Realty.
1951 fand die Fusion mit der letzten gepachteten Gesellschaft, der New London Northern Railroad, statt. Für US-Verhältnisse recht spät endete 1957 mit dem Abschluss der Verdieselung der planmäßige Einsatz von Dampfloks. Im Jahre 1971 verkaufte die Canadian National Railway ihre in den USA liegenden Streckenteile an die Grand Trunk Corporation, darunter auch weite Teile des CV-Netzes.

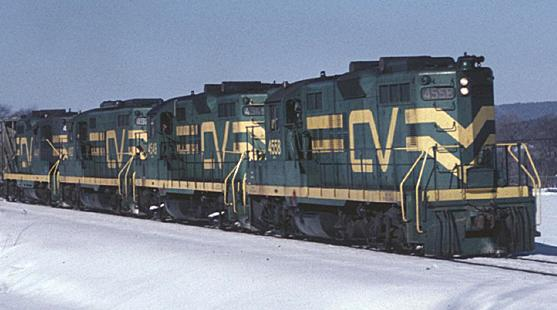
Lokomotiven der Central Vermont 1994

Nachdem die Amtrak, die den Fernpersonenverkehr in den USA durchführt, ihren Expresszug Montrealer aufgrund der schlechten Gleislage auf der ehemaligen Vermont Valley Railroad einstellen musste, erwarb sie diese Strecke und verkaufte sie am 9. September 1988 an die CV. Die Strecke wurde erneuert und der Personenverkehr konnte wieder aufgenommen werden. Am 4. Februar 1995 verkaufte die Grand Trunk Corporation die CV an lokale Investoren, die die Gesellschaft in New England Central Railroad umgründeten.
Heute bestehen vom Netz der CV nur noch die Hauptstrecke New London–White River Junction–Burlington, einschließlich des Abzweigs nach Montpelier, sowie die ehemalige Vermont&Canada von Essex Junction nach East Alburgh. Die New England Central Railroad betreibt außerdem die ehemalige GT-Strecke von East Alburgh nach Cantic (Québec). Personenverkehr besteht auf der Hauptstrecke zwischen Amherst (Massachusetts) und St. Albans (Vermont) durch die Amtrak, deren Expresszug Vermonter täglich auf der Relation Washington–St. Albans verkehrt.

## Personenverkehr auf der CV-Stammstrecke
Der Fahrplan vom 28. September 1913 sah an Werktagen vier sowie an Sonntagen zwei Züge vor, die zwischen White River Junction und Montreal verkehrten. Sie führten teilweise Kurswagen aus Richtung Boston und New York. Ein weiterer Zug verkehrte täglich von White River Junction bis St. Albans. Zwischen Windsor und White River Junction verkehrten sieben werktägliche sowie drei sonntägliche Züge. Auf dem Abschnitt nach Burlington fuhren im Anschluss an alle Züge der Hauptstrecke Pendelzüge. Insgesamt verkehrten hier elf Züge an Werktagen sowie fünf an Sonntagen. Der Richtungswechsel, der bei den durchgehenden Zügen anfangs in Montpelier vollzogen wurde, war bereits einer Bedienung durch Pendelzüge gewichen, die in Montpelier Junction die Anschlüsse der Hauptstreckenzüge abwarteten und teilweise bis Barre fuhren. Die Reisezeit von Windsor nach Burlington betrug 4 bis 5,5 Stunden. Für die Strecke von Essex Junction nach St.-Jean benötigte man etwa zwei Stunden. Zwischen St. Albans und Rouse's Point verkehrten an Werktagen drei Zugpaare, die die Strecke in 55 bis 80 Minuten befuhren.
Nach dem Fahrplan vom 15. Januar 1934 gab es damals von Windsor noch drei tägliche Züge nach Montreal sowie einen werktäglichen Zug nach St. Albans und einen werktäglichen Zug, der nur bis White River Junction verkehrte. Nach Montpelier verkehrten noch acht werktägliche und sechs sonntägliche Pendelzüge, die alle bis Barre fuhren. Der Abschnitt Essex Junction–Burlington wurde im Schienenersatzverkehr mit Bussen bedient, die im Anschluss an die Züge fuhren. Die Reisezeit von Windsor nach Burlington und St.-Jean hatte sich gegenüber 1913 nicht verändert. Zwischen St. Albans und Alburgh verkehrte ein werktägliches Personenzugpaar, das die Strecke in 37 Minuten befuhr.
Im Fahrplan vom 25. Oktober 1964 sind drei Fernzüge enthalten, die auf der ehemaligen CV-Stammstrecke verkehrten. Der Ambassador verkehrte täglich auf der Relation New York–Montreal und führte Kurswagen von Boston. Der Vermonter pendelte täglich zwischen White River Junction und St. Albans und der Montrealer (in nördlicher Richtung) bzw. Washingtonian (in südlicher Richtung) fuhr zwischen Washington und Montreal. Die Reisezeit von Windsor nach Essex Junction betrug zwischen 2,5 und 3,5 Stunden, wobei nur der Ambassador in Windsor hielt. Die Streckenabschnitte nach Montpelier, Burlington, zur kanadischen Grenze bei Highgate Springs und zwischen East Alburgh und Rouse's Point wurden nicht mehr betrieben.
2007 verkehrt der Vermonter zwischen Washington und St. Albans. Er benötigt für die Strecke Windsor–St. Albans etwa drei Stunden. In Essex Junction besteht Anschluss an einen Bus von und nach Burlington.